# Col de Jaman
Col de Jaman är ett bergspass i Schweiz. Det ligger i distriktet Riviera-Pays-d'Enhaut och kantonen Vaud, i den sydvästra delen av landet, 70 km sydväst om huvudstaden Bern. Col de Jaman ligger 1 511 meter över havet.